# 오키나와 셀룰러 스타디움
오키나와 셀룰러 스타디움 나하(沖縄セルラースタジアム那覇)은 오키나와현 나하시에 있는 야구장이다. 2010년에 일본 프로야구 공식 경기가 열렸다.

## 구장정보
- 좌우펜스：100m、센터：122m
- 수용인원 : 내야 15000명(좌석) 외야 약 15000명 (잔디식)